# Dieter Langosch
Dieter Langosch (* 31. Januar 1958 in Mörnsheim, Bayern) ist ein deutscher Biochemiker und Professor an der Technischen Universität München.

## Leben
Dieter Langosch besuchte von 1974 bis 1976 die Naturwissenschaftlich-Technische Akademie Isny und war von 1976 bis 1979 als chemisch-technischer Assistent am  Helmholtz-Zentrum München tätig. Von 1980 bis 1986 studierte er Chemie an der Hochschule Aalen und von 1984 bis 1986 Biochemie an der Louisiana State University in Baton Rouge, USA.
1989 wurde er nach einer Arbeit zu den Struktur-/Funktionsbeziehungen des postsynaptischen Glycin-Rezeptors als Schüler von Heinrich Betz an der Universität Heidelberg promoviert. Nach weiterer Forschungstätigkeit am Max-Planck-Institut für Hirnforschung in Frankfurt habilitierte er sich 1995 an der Universität Frankfurt in Biochemie. Zwischen 1995 und 2001 arbeitete er als Privatdozent an der Universität Heidelberg.
2001 nahm er einen Ruf als Professor für die Chemie der Biopolymere an die Technische Universität München an. Eine Gastprofessur führte ihn 2007/2008 an die University of California, Irvine, USA.
Langosch arbeitet auf dem Gebiet der Membranproteine. Durch eine Kombination experimenteller und theoretischer Methoden untersucht er den Zusammenhang zwischen der Aminosäuresequenz membranintegraler Proteindomänen und ihren molekularen Wechselwirkungen sowie ihrer strukturellen Dynamik. Diese biophysikalischen Eigenschaften bearbeitet er im Kontext verschiedener biologischer Fragestellungen wie beispielsweise der Intramembranproteolyse und der  Membranfusion. Langosch veröffentlichte etwa 100 Arbeiten.

## Stipendien
- 1984–1985: Fulbright-Austauschstipendium
- 1986–1988: Doktorandenstipendium des Fonds der Chemischen Industrie
- 1995–2000: Heisenberg-Stipendium der Deutschen Forschungsgemeinschaft